# Ремон Арон
Ремон Клод Фердинан Арон (French: [ʁɛmɔ̃ aʁɔ̃]; 14. март 1905 – 17. октобар 1983) био је француски филозоф, социолог, новинар и политиколог, критичар марксизма и социјализма. Он је најпознатији по својој књизи из 1955. The Opium of the Intellectuals, која садржи тврдњу Карл Маркса  да је религија опијум за народ - Арон тврди да је у послератној Француској, марксизам био опијум интелектуалаца. У књизи је Арон оштро критиковао француске интелектуалце за оно што је описао као њихове оштре критике капитализма и демократије и њихове истовремене одбране марксистичког угњетавања, злостављања, и нетолеранције. Критичар Роџер Кимбал сугерише да је Опијум  "плодоносна књига двадесетог века". Арон је познат по свом доживотном пријатељству  са филозофом Жан-Полом Сартром. Изрека „Боље погрешити са Сартром, него бити у праву са Ароном“ постала популарна међу француским интелектуалцима. Он је такође познат по својој књизи The Imperial Republic: The United States and the World 1945-1973, на шта су утицали Збигњев Бжежински  и Хенри Кисинџер, између осталих. Арон се опширно бавио широким спектром тема. Наводећи ширину и квалитет Аронових списа, историчар Џејмс Р. Гарланд каже, "Иако је можда мало познат у Америци, Рејмонд Арон вероватно стоји као надмоћан пример француског интелектуализма за већи део двадесетог века".
Као глас умерености у политици, Арон је имао много ученика и на политичкој левици и на десници, али је приметио да је он лично „више левичарски ароновац него десничар“. Међутим, он се генерално назива конзервативним либералом (или десничарским). Арон је опширно писао о широком спектру других тема. Наводећи ширину и квалитет Аронових списа, историчар Џејмс Р. Гарланд сугерише: „Иако је можда мало познат у Америци, Рејмонд Арон је вероватно стајао као врхунски пример француског интелектуализма током већег дела двадесетог века“.

## Живот и каријера
Рођен у Паризу, син секуларног јеврејског адвоката,  Арон је студирао на École Normale Supérieure, где се спријатељио са Жан-Полом Сартром, који је постао његов пријатељ и доживотни интелектуални противник. Он је био рационалан хуманиста, и лидер међу онима који нису прихватили егзистенцијализам. Арон је заузео прво место у Agrégation of philosophy 1928. године, када је Сартр пао на истом испиту. Године 1930, је докторирао филозофију историје на École Normale Supérieure.
Предавао је социјалну филозофију на Универзитету у Тулузу само неколико недеља, тада је почео Други светски рат, он се придружио армији de l'Air. Када је поражена Француска, отишао је у Лондон да се придружи Војсци Слободне Француске, уређивао је новине France Libre (Слободна Француска).
Када се рат завршио Арон се вратио у Париз да предаје социологију на École Nationale d'Administration и на Институту политичких наука у Паризу. Од 1955. до 1968. године, он је предавао на Сорбони, а након 1970. на Collège de France. Године 1953. се спријатељио са младим америчким филозофом Аленом Блумом, који је предавао на Сорбони.
Као  доживотни новинар, Арон је 1947. постао утицајан колумниста за Le Figaro, на том положају је остао тридесет година док се није придружио L'Express-у, где је писао политичке колумне до своје смрти.
Он је изабран за Страног почасног члана Америчке адемије наука и уметности 1960. године.

Арон је преминуо од срчаног удара 17. октобра 1983. године у Паризу.

## Посвећеност политици
У Берлину, Арон сведочи успону нацистичке партије, и развија аверзију према свим тоталитарним системима. Године 1938. је учествовао у Colloque Walter Lippmann у Паризу.

## Политичке мисли
Арон је аутор књига о Карлу Марксу и о Карлу фон Клаузевицу. У Рату и миру је покренуо теорију о међународним односима. Он тврди да је Веберова тврдња да држава има монопол на легитимну употребу физичке силе не односи на однос између држава.

## Радови
- La Sociologie allemande contemporaine, Paris: Alcan, 1935; German Sociology, London: Heinemann, 1957
- Introduction à la philosophie de l'histoire. Essai sur les limites de l'objectivité historique, Paris: Gallimard, 1938; Introduction to the Philosophy of History: An Essay on the Limits of Historical Objectivity, London: Weidenfeld & Nicolson, 1948
- Essai sur la théorie de l'histoire dans l'Allemagne contemporaine. La philosophie critique de l'histoire, Paris: Vrin, 1938
- L'Homme contre les tyrans, New York, Editions de la Maison française, 1944
- De l'armistice à l'insurrection nationale, Paris: Gallimard, 1945
- L'Âge des empires et l'Avenir de la France, Paris: Défense de la France, 1945
- Le Grand Schisme, Paris: Gallimard, 1948
- Les Guerres en chaîne, Paris: Gallimard, 1951
- La Coexistence pacifique. Essai d'analyse, Paris: Editions Monde nouveau, 1953 (under the pseudonym François Houtisse, with Boris Souvarine)
- L'Opium des intellectuels, Paris: Calmann-Lévy, 1955; The Opium of the Intellectuals, London: Secker & Warburg, 1957
- Polémiques, Paris: Gallimard, 1955
- La Tragédie algérienne, Paris: Plon, 1957
- Espoir et peur du siècle. Essais non partisans, Paris: Calmann-Lévy, 1957
- L'Algérie et la République, Paris: Plon, 1958
- La Société industrielle et la Guerre, suivi d'un Tableau de la diplomatie mondiale en 1958, Paris: Plon, 1959
- Immuable et changeante. De la IVe à la Ve République, Paris: Calmann-Lévy, 1959
- Introduction. Classes et conflits de classes dans la société industrielle (Ralph Dahrendorf), Paris: Mouton Éditeur, 1959
- Dimensions de la conscience historique, Paris: Plon, 1961
- Paix et guerre entre les nations, Paris: Calmann-Lévy, 1962; Peace and War, London: Weidenfeld & Nicolson, 1966
- Le Grand Débat. Initiation à la stratégie atomique, Paris: Calmann-Lévy, 1963
- Dix-huit leçons sur la société industrielle, Paris: Gallimard, 1963; Eighteen Lectures on Industrial Society, London: Weidenfeld & Nicolson, 1967
- La Lutte des classes, Paris: Gallimard, 1964
- Essai sur les libertés, Paris: Calmann-Lévy, 1965
- Démocratie et totalitarisme, 1965
- Trois essais sur l'âge industriel, Paris: Plon, 1966; The Industrial Society. Three Essays on Ideology and Development, London: Weidenfeld & Nicolson, 1967
- Les Étapes de la pensée sociologique, Paris: Gallimard, 1967; Main Currents in Sociological Thought, London: Weidenfeld & Nicolson, 1965
- De Gaulle, Israël et les Juifs, Paris: Plon, 1968
- La Révolution introuvable. Réflexions sur les événements de mai, Paris: Fayard, 1968
- Les Désillusions du progrès, Paris: Calmann-Lévy, 1969; Progress and Disillusion: The Dialectics of Modern Society, Pall Mall Press, 1968
- D'une sainte famille à l'autre. Essai sur le marxisme imaginaire, Paris: Gallimard, 1969
- De la condition historique du sociologue, Paris: Gallimard, 1971
- Études politiques, Paris: Gallimard, 1972
- République impériale. Les États-unis dans le monde (1945–1972), Paris: Calmann-Lévy, 1973; The Imperial Republic: The United States and the World 19451973, Little Brown & Company 1974
- Histoire et dialectique de la violence, Paris: Gallimard, 1973; History and the Dialectic of Violence: Analysis of Sartre's Critique de la raison dialectique, Oxford: Blackwell, 1979
- Penser la guerre, Clausewitz, Paris: Gallimard, 1976; Clausewitz: Philosopher of War, London: Routledge, 1983
- Plaidoyer pour l'Europe décadente, Paris: Laffont, 1977; In Defense of Decadent Europe, South Bend IN: Regnery, 1977
- with Andre Glucksman and Benny Levy. „Sartre's Errors: A Discussion”. TELOS. 44. лето 1980. . New York: Telos Press
- Le Spectateur engagé, Paris: Julliard, 1981 (interviews)
- Mémoires, Paris: Julliard, 1983
- Les dernières années du siècle, Paris: Julliard, 1984
- Ueber Deutschland und den Nationalsozialismus. Fruehe politische Schriften 1930–1939, Joachim Stark, ed. and pref., Opladen: Leske & Budrich, 1993
- Le Marxisme de Marx, Paris: Éditions de Fallois, 2002
- De Giscard à Mitterrand: 1977–1983 (editorials from L'Express), with preface by Jean-Claude Casanova, Paris: Éditions de Fallois, 2005

### Остало
- Raymond Aron, spectateur engagé. Entretiens avec Raymond Aron. (Duration: 160 mins.), DVD, Éditions Montparnasse, 2005